# Галанин, Дмитрий Дмитриевич (младший)
Дмитрий Дмитриевич Галанин (1886—1978) — русский советский педагог-физик, методист. Доктор физико-математических наук (1935), профессор (1949); член-корреспондент отделения методик преподавания основных дисциплин в начальной и средней школе АПН РСФСР (1944).
Родился 19 (31) марта 1886 года в Санкт-Петербурге в семье педагога-математика Д. Д. Галанина; внук М. С. Башилова. Сразу после его рождения семья из-за болезни матери переехала в Москву, где отец занял должность воспитателя пансиона 1-й Московской гимназии и впоследствии в течение 40 лет преподавал математику и физику.
Окончив гимназию, где преподавал отец, он поступил на физико-математический факультет Московского университета, который окончил в 1910 году по специальности физика. Преподавал в женской гимназии. С 1919 года участвовал в работе Отдела по реформе школ Наркомпроса РСФСР. Работал в различных научно-педагогических учреждениях и высших учебных заведениях Москвы; в 1921—1930 гг. работал в Коммунистическом университете им. Я. М. Свердлова, в 1944—1954 гг. был сотрудником Института содержания и методов обучения АПН РСФСР.
Область его научных интересов: история отечественной физики, методика преподавания физики в средней школе; он — автор многих оригинальных физических приборов для школы. Занимался проблемами становления советской высшей и средней школ, развития педагогической науки. В журналах «Искра», «Хочу всё знать», «Знание-сила», «Наука и жизнь» выступал как популяризатор знаний по физике, технике, астрономии. Для средней школы он написал учебник по механике.
Был награждён орденом Ленина.

## Семья
- Жена — дочь архитектора В. Д. Шера, Ольга Владимировна. Их дети[3]:
  - Сын — Алексей
  - Дочь — Наталья
  - Сын — Михаил.